# Actinobacillus

## 
Actinobacillus (do grego ἀκτίς, radiante) é um gênero de bactérias gram-negativas, bacilares, imóveis, que não formam esporas, facultativamente aeróbia ou facultativamente anaeróbia, capazes de fermentar carboidratos sem produção de gás e de reduzir os nitratos. Podem colonizar as vias respiratórias em vários mamíferos, inclusive humanos, mas podem ser patógenos em excesso.

### Patologia
Actinobacillus ureae (=Pasteurella ureae) e Actinobacillus hominis ocorrem nas vias respiratórias de seres humanos saudáveis e pode estar envolvida na patogênese da sinusite, bronquite, pneumonia e meningite. A. actinomycetemcomitans ocorre na microflora oral humana, e em conjunto com os organismos anaeróbios ou capnofílicos (organismos do grupo HACEK) pode causar endocardite.

### Reclassificação
Uma análise do Actinobacillus actinomycetemcomitans, Haemophilus aphrophilus e Haemophilus segnis os indicou como monofiléticos e foi proposto que sejam reclassificados como um novo gênero: Aggregatibacter (do latim, "aggregare", agregar).
Hibridização de DNA revelou que o Actinobacillus hominis é uma espécie diferente dos outros actinobacillus.